# Змај од Ноћаја (албум)
Змај од Ноћаја је седми студијски албум српске музичке групе Бајага и инструктори. Албум је објављен 8. октобра 2001. године за издавачку кућу ПГП РТС, а био је доступан на компакт-диску и на аудио-касети.

## Списак песама
| №               | Назив                     | Аутор(и)                                                                                | Трајање |  |
| 1.              | Лепа Јања, рибарева кћи   | М. Бајагић (т, м) · С. Локнер (м) · А. Хабић (а)                                        | 3:39    |  |
| 2.              | Да ли да одем или не      | М. Бајагић (т) · (м) · А. Хабић (а)                                                     | 3:00    |  |
| 3.              | Господ брине              | М. Бајагић (т, м, а)                                                                    | 5:48    |  |
| 4.              |                           | М. Бајагић (т, м) · А. Хабић (а) · Љ. Опачић (а) · С. Локнер (а)                        | 4:16    |  |
| 5.              | Змај од Ноћаја            | М. Бајагић (т, м) · А. Хабић (а)                                                        | 5:40    |  |
| 6.              | Најслађа девојка          | М. Бајагић (т) · Ж. Миленковић (м) · А. Хабић (а) · С. Локнер (а)                       | 3:30    |  |
| 7.              | Модел 1960 — Ес.Еф.Ер.Јот | М. Бајагић (т, м) · А. Хабић (а)                                                        | 3:59    |  |
| 8.              | Ала                       | М. Бајагић (т, м) · А. Хабић (а) · С. Локнер (а)                                        | 3:40    |  |
| 9.              | Перла                     | М. Бајагић (т) · Ж. Миленковић (м) · А. Хабић (а)                                       | 3:42    |  |
| 10.             | Extasy, пази!!!                 | Ж. Миленковић (т, а) · С. Локнер (м, а) · А. Хабић (а) · Љ. Опачић (а) · М. Бајагић (а) | 3:07    |  |
| 11.             | Плаво                     | М. Бајагић (т, м, а) · Ж. Миленковић (т, м, а) · Љ. Опачић (а) · С. Локнер (м, а)       | 3:26    |  |
| Укупно трајање: | Укупно трајање:           | Укупно трајање:                                                                         | 43:47   |  |

| №               | Назив                       | Аутор(и)                                                              | Трајање |  |
| 1.              | Звезда                      | М. Бајагић (т, м) · Љ. Опачић (а) · С. Локнер (а) · Ж. Миленковић (а) | 4:12    |  |
| 2.              | Звезда (стадионска верзија) | М. Бајагић (т, м) · А. Хабић (а)                                      | 4:18    |  |
| 3.              | Звезда (матрица)            | М. Бајагић (м) · Љ. Опачић (а) · С. Локнер (а) · Ж. Миленковић (а)    | 4:12    |  |
| Укупно трајање: | Укупно трајање:             | Укупно трајање:                                                       | 12:42   |  |

- [1]

## Музичари
- Бајага и инструктори:
  - Момчило Бајагић Бајага — вокал, гитаре
  - Живорад Жика Миленковић — вокал, гитаре
  - Александар Саша Локнер — клавијатуре, вокали
  - Мирослав Цветковић Цвеле — бас-гитаре, вокали
  - Чедомир Чеда Мацура — бубњеви, вокали
  - Љубиша Буба Опачић — гитаре, вокали[1]

- Гости:
  - Александар Хабић — клавијатуре, гитаре
  - Иван Илић — тромбон
  - Јован Илић — усна хармоника
  - Маријана Поповић — вокали
  - Роберт Пешут (Мањифико) — вокал (10)
  - Александер Пешут (Шаци) — вокал (10)[1]

## Остале заслуге
- Александар Хабић — продуцент
- Зоран Вукчевић — тонски сниматељ
- Љубиша Буба Опачић — програмирање
- Небојша Тејић — фотографије
- Горан Еди Тадић — дизајн омота[1]

## Рецензије
| Медиј | Аутор рецензије | Оцена | Изв.  |
| ----- | --------------- | ----- | ----- |
| Време | Драган Кремер   | —     | [ 2 ] |